# Dmitrij Tursunov
Dmitrij Igorjevič Tursunov [dmítrij ígorjevič tursúnov] (rusko Дми́трий И́горевич Турсу́нов), ruski tenisač, * 12. december 1982, Moskva, Rusija.